# Adelphopoiesis

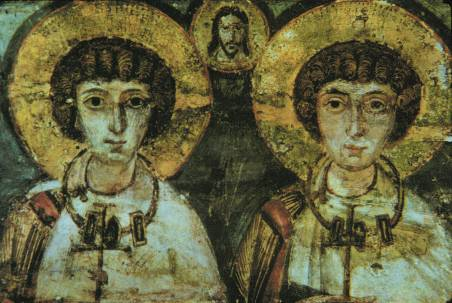
Według Boswella chrześcijańscy męczennicy święci Sergiusz i Bakchus, żyjący w IV w., mogli być zjednoczeni przez adelphopoiesis

Adelphopoiesis (gr. ἀδελφοποίησις od ἀδελφός „brat” i ποίησις „tworzenie”, scs. bratotvorenije, łac. ordo ad fratres faciendum) lub pobratymstwo – braterstwo duchowe lub duchowa adopcja, usankcjonowany prawnie i obrzędowo związek między osobami tej samej płci w Kościele prawosławnym i Kościele katolickim.
Świadectwa ceremonii pobratymstwa dowodzą jej istnienia w historii Kościoła katolickiego do XIV wieku, a w historii Kościoła prawosławnego do wczesnego XX wieku. Śluby pobratymstwa znajdują się w polskich książkach modlitewnych do XVIII wieku w okolicy Sanoka i Żółkwi. XIX-wieczna powieść historyczna Zygmunta Kaczkowskiego Bracia ślubni zawiera opis takiego rytuału zawartego w kościele przez bohaterów (dwóch młodych szlachciców) około 1760 roku i bardzo przypominającego ślub kościelny – elementami takimi jak np. wymianą obrączek przed księdzem. W analogii do słowa pobratymstwo XIX-wieczna pisarka Narcyza Żmichowska ukuła neologizm posiestrzenie.
Sytuacja historyczna adelphopoiesis nie jest całkowicie wyjaśniona. Była ona przedmiotem badań takich naukowców jak John Boswell i William N. Eskridge. Boswell przebadał 62 greckie i słowiańskie dokumenty opisujące ceremonię zawiązywania braterstwa, które miały miejsce w zakonnych instytucjach Kościoła katolickiego i prawosławnego w okresie V-XV wieku, głównie w Grecji i w krajach bałkańskich. Na tej podstawie wysunął hipotezę, że adelphopoiesis było pewnego rodzaju homoseksualnym małżeństwem. O ile fakty prezentowane przez Boswella nie budzą zastrzeżeń, to ich interpretacja co do charakteru tych związków nie w pełni przekonuje wielu historyków i teologów.